# Per un pugno di euri
Per un pugno di euri è un album del gruppo hip hop italiano Flaminio Maphia, pubblicato nel 2005, prodotto da Biagio Pagano, sotto la direzione artistica di Enrico Solazzo.

## Descrizione
In esso è notabile un vistoso cambiamento del gruppo romano dal genere rap e hip hop verso un genere un po' meno duro quale il pop soprattutto nelle canzoni Che idea e Federica. Questo cambiamento è probabilmente dovuto al grande successo che la musica pop iniziò a riscuotere a partire da quel periodo e della quale i maggiori esponenti furono gli Articolo 31.

## Tracce
1. Entrata – 1:17
2. Flaminio Maphia – 3:22
3. Supercar – 4:33
4. Da paura – 4:10
5. Che idea – 4:32
6. Federica – 4:20
7. Candid Camera 1 – 0:44
8. Per un pugno di euri – 3:54
9. L'hai messa in banca – 5:54
10. Rapper do vai – 4:46
11. Fort Apache – 4:54
12. Da Terracina cor furgone – 4:04
13. Candid Camera 2 – 1:54

Tutti i brani sono stati prodotti, arrangiati e composti da Enrico Solazzo. I testi di G-Max e Rude MC tranne "Che idea" composto da Pino D'Angiò.

## Formazione
- Flaminio Maphia (G-Max, Rude MC) – voci, rapping
- Enrico Solazzo – tastiera, cori, programmazione, chitarra ritmica
- Biagio Pagano – chitarra ritmica, cori
- DJ Khat – scratch
- Karla Dorian – cori